# 夜香树属
夜香树属（学名：Cestrum）又名夜香木屬，是茄目茄科的一个属，为灌木或乔木植物。该属共有约228种，主要分布于南美洲。
属名Cestrum源于希腊语kestrom，即“水苏”。

## 物种
本属包括以下物种：
- 黄花夜香树 Cestrum aurantiacum
- 日香木 Cestrum diurnum
- 毛茎夜香树 Cestrum elegans
- Cestrum fasciculatum
- 夜香树 Cestrum nocturnum
- 大夜香樹 Cestrum parqui
- Cestrum psittacinum